# Рудолф V фон Зулц
Рудолф V фон Зулц (на немски: Rudolph V (III/IV) von Sulz; * 1478 в Тинген; † 5 октомври 1535 във Вадуц, Лихтенщайн) е граф на Зулц и ландграф в Клетгау (1493 – 1535). Той е граф на Вадуц, Шеленберг и Блуменег, имперски дворцов съдия в Ротвайл, императорски съветник, щатхалтер на Предна Австрия (Форланде) и фогт в Елзас.
Той е син и наследник на граф Алвиг X фон Зулц (V/VIII) (1417 – 1492/1493), ландграф в Клетгау, и съпругата му Верена фон Брандис (1452 – 1504), дъщеря на фрайхер Улрих II фон Брандис, господар на Блуменег и Пракседис фон Хелфенщайн († сл. 3 февруари 1479).
Внук е на граф Рудолф III (II) фон Зулц († 1439) и Урсула фон Хабсбург-Лауфенбург († 1460). Брат е на Волф Херман фон Зулц († сл. 1528), командант на Кюсабург.
Рудолф V фон Зулц се жени на 1 май (1497) 1498 г. в Констанц, Швейцария за Маргарета фон Валдбург-Зоненберг (1483 – 1546), дъщеря на имперски граф Еберхард II фон Валдбург-Зоненберг († 1483) и графиня Анна фон Фюрстенберг († 1522). Тя донася 6000 гулдена зестра.
Баща му Алвиг X купува още през 1482 г. дворец и град Тинген от манастир Констанц. През 1499 г. Рудолф V построява ново разрушения през Швейцарската война дворец Тинген и го прави за своя резоденция. Император Максимилиан II го издига на императорски съветник. Ерцерцог Фердинанд II го номинира за щатхалтер на Предна Австрия. (Така той става също фогт в Елзас). През 1525 г. избухва селското въстание и той отговаря за потушаването. На 4 ноември 1525 г. с жестока твърдост той потушава въстанието. Той получава допълнителното име „Der Bauernbezwinger“. Рудолф има граждански права на замък и град Цюрих.
Рудолф V фон Зулц умира на 5 октомври 1535 г. във Вадуц, Лихтенщайн и е погребан там в капелата Св. Флориан.

## Фамилия
Рудолф V фон Зулц се жени на 1 май (1497) 1498 г. в Констанц, Швейцария за Маргарета фон Валдбург-Зоненберг (1483 – 1546), дъщеря на имперски граф Еберхард II фон Валдбург-Зоненберг († 1483) и графиня Анна фон Фюрстенберг († 1522). Те имат две деца:
- Пракседис фон Зулц († 14 април 1521), омъжена ок. 4 октомври 1514 г. за граф Георг I фон Хоенлое-Валденбург (1488 – 1551)
- Йохан Лудвиг I фон Зулц († 1547), ландграф в Клетгау, господар на Вадуц, Шеленберг-Блуменег, женен на 16 ноември 1523 г. в Алткирх за Елизабет фон Цвайбрюкен (1504 – 1575)